# دومین دالایی لاما
گدون جیاتسو (انگلیسی: Gedun Gyatso؛ زاده ۱۴۷۵ - درگذشته ۱۵۴۲) سیاستمدار دومین دالایی لاما بود.
وی از سال ۱۴۹۲ تا ۱۵۴۲ به‌عنوان دالایی لاما رهبر بوداییان تبت شناخته میشده است.